# 탑바위
탑바위는 경상남도 의령군 정곡면 불양암 옆에 위치한 경상 누층군 함안층 바위다. 탑 모양을 닮아 이름 지어진 탑바위는 약 20톤 가량의 경상 누층군 함안층에 해당하는 커다란 바위가 아랫부분을 받치고 있으며 그 위로 높이 8 m가량의 작은 바위가 마치 탑층을 이루듯이 천연적으로 층을 이루고 있다. 의령땅에는 임진왜란때 의병의 전승지 아닌 곳이 한군데도 없을 정도라 하겠지만 특히, 이곳 탑바위는 망우당 곽재우 장군이 의병들의 거점으로 삼았던 유곡면 세간리와는 가까운 거리에 있고, 남강변에 촘촘히 복병을 매복해 두었다가 왜군의 내습에 대비했던 기록들로 미루어 이곳 탑바위의 싸움도 그 규모를 능히 짐작하게 해 준다. 이 절경은 또한 강물을 따라 내려가다 선상에서 보는 경치가 더욱 좋다.

## 지질
탑바위는 지질학적으로 중생대 백악기에 형성된 경상 누층군 함안층에 해당한다. 판상으로 얇게 반복되는 사암과 이암층이 쌓여 탑과 같은 형태를 이루고 있으며 탑을 이루는 각각의 지층들은 북동 72°의 주향과 남동 3°의 경사를 보인다.

## 참고 문헌
- 《창의-인성교육을 위한 의령 체험활동 길라잡이3》, 경상남도의령교육지원청, 2013년[쪽 번호 필요]
- 탑바위 안내문 내용 참조 (의령군청, 경상남도의령군)
- 경남권 지질유산 발굴 및 가치평가 (대한지질학회) 525쪽

## 같이 보기
- 의령군의 지질
- 경상 누층군 함안층